# فینال‌های بی‌ای‌ای ۱۹۴۹
فینال‌های بی‌ای‌ای ۱۹۴۹ سری بازی‌های مرحلهٔ قهرمانی پس از برگزاری بازی‌های فصل عادی و حذفی فصل ۴۹–۱۹۴۸ اتحادیهٔ بسکتبال آمریکا (BAA) بود. این سومین و آخرین دورهٔ مسابقات بی‌ای‌ای بود، چرا که در اواخر این سال بی‌ای‌ای و لیگ ملی بسکتبال (NBL) با هم ادغام شدند و مسابقات اتحادیهٔ ملی بسکتبال (NBA) ایجاد شد.
جورج مایکن ۲۰۸ سانتی‌متری و مینیاپولیس لیکرز آن‌ها در شش بازی تیم واشینگتن کاپیتولز را مغلوب کردند. این نخستین عنوان قهرمانی از چندین عنوان پیاپی در NBA برای لیکرز بود. همچنین آغاز عصر فرمانروایی جورج مایکن و لیکرز بود.
شش بازی از سری پایانی در مدت ده روز انجام گردید – دوشنبه ۴ آوریل، تا چهارشنبه ۱۳ آوریل – به جز بازی سوم، که نخستین بازی از سه بازی انجام شده در واشینگتن بود، تیم‌ها روز پس از هر بازی به استراحت پرداختند. با این حال، پیش از شروع این سری، مینیاپولیس پنج روز فرصت استراحت داشت، چرا که در سه‌شنبهٔ قبلی صعود خود را با پیروزی در رقابت نیمه‌نهایی مسجل کرده بود. اما در سوی مقابل واشینگتن تنها یک روز فرصت استراحت داشت چرا که روز شنبه جواز بازی در سری پایانی را با برتری در سری نیمه‌نهایی به‌دست آورده بود. در مجموع مسابقات دور حذفی فصل ۴۹–۱۹۴۸ بیست و سه روز ادامه داشت. این نخستین قهرمانی NBA توسط یک بازیکن همچنان زنده و در قید حیات، آرنی فرین است.

## خلاصه سری
| بازی   | تاریخ    | تیم میزبان        | نتیجه       | تیم مهمان         |
| ------ | -------- | ----------------- | ----------- | ----------------- |
| بازی ۱ | ۴ آوریل  | مینیاپولیس لیکرز  | ۸۴–۸۸ (۱–۰) | واشینگتن کاپیتولز |
| بازی ۲ | ۶ آوریل  | مینیاپولیس لیکرز  | ۶۲–۷۶ (۲–۰) | واشینگتن کاپیتولز |
| بازی ۳ | ۸ آوریل  | واشینگتن کاپیتولز | ۹۴–۷۴ (۰–۳) | مینیاپولیس لیکرز  |
| بازی ۴ | ۹ آوریل  | واشینگتن کاپیتولز | ۷۱–۸۳ (۱–۳) | مینیاپولیس لیکرز  |
| بازی ۵ | ۱۱ آوریل | واشینگتن کاپیتولز | ۶۵–۷۴ (۲–۳) | مینیاپولیس لیکرز  |
| بازی ۶ | ۱۳ آوریل | مینیاپولیس لیکرز  | ۵۷–۷۷ (۴–۲) | واشینگتن کاپیتولز |

لیکرز برندهٔ سری ۴–۲